# Saffron (Ranma ½)
Saffron es un personaje de ficción en la serie de anime y manga de Rumiko Takahashi Ranma ½. El nombre de Saffron significa azafrán.

## Historia
Saffron se presenta como un fénix humanoide, gobernando una tribu de los híbridos basados en aves más "normales", que han adoptado estas características de las mágicas aguas de Jusenkyo, debido a que viven cerca de su fuente. Teniendo en cuenta los atributos relacionados con su arquetipo, renació en forma de un bebé cuando murió de forma violenta, pero se desconoce si esto se extiende a causas naturales, es decir, si ha gobernado a su pueblo durante muchas generaciones. Su motivación fue dada como bañarse en estas aguas, que son indispensables para regular su transformación en forma de adulto, y provee calor y luz para su población rural. Pero esto también obligó a estrangular el flujo a los manantiales malditos Jusenkyo, que coaccionado a Ranma Saotome y otras víctimas a actuar para restablecer su cura disponible solamente.
Cuando Saffron activó el baño, que se vio envuelto en un material congelado extraño que lo puso en un estado de forma de huevo hasta que terminara su renacimiento. Después de los protagonistas se enteraron del manantial de Saffron, rápidamente fueeron a buscarlo. Cuando encontraron el manantial oculto de la reencarnación, el Guía de Jusenkyo le informó a Akane Tendo que la única forma de restaurar los manantiales malditos era liberar el agua de la Estatua del Dragón conectada a Jusenkyo y cerrar la válvula de la Estatua del Fénix, que proporciona el agua del renacimiento para el baño de Saffron. Después, Ranma interrumpió el proceso de renacimiento de Saffron. Esto provocó que la transformación de Saffron fuera incompleta, haciéndole incapaz de controlar la cantidad de su poder que había utilizado. Debido a esto, corrió el riesgo de quemarse a sí mismo si no completaba la transformación. Akane entonces intentó cerrar la válvula, que era en realidad la Kinjakan, pero su calor evaporó toda el agua en su cuerpo, obligándola a convertirse en una muñeca pequeña.
Como Akane se encogió en una muñeca, el Guía de Jusenkyo les informó de que la única manera de regresar a Akane a la normalidad era darle el agua de la Estatua del Dragón. Ranma, Ryōga Hibiki, y Mousse volvieron al Monte del Fénix para pelear contra Saffron y curar a Akane. En la batalla, la muñeca de Akane se arrojaba a sí misma para proteger a Ranma del aire caliente creado por los ataques de Saffron. Aunque esto casi costó a Akane su vida, su movimiento creó un pequeño canal de aire frío y le permitió a Ranma a disparar un torbellino a través de él, apretando la espiral de frío en el filo de la navaja. El ataque resultante perforó directamente en el pecho de Saffron, matándolo.
Sin embargo, Saffron no estaba muerto. Siendo un ave fénix inmortal, revivió como un huevo, y renació como un bebé. Antes de que Ranma y los otros se fueran, Ranma advirtió a la niñera de Saffron, Kiima, para que se asegurará de que creciera con una personalidad mucho mejor esta vez. Milagrosamente, la lucha entre Saffron y Ranma parece haber abierto nuevas vías en el Monte del Fénix, salvando a sus habitantes. Ranma se separa con la gente del Fénix en condiciones sorprendentemente buenas.

## Personalidad
Saffron es retratado como un mocoso egoísta, malcriado, territorial, repugnante y totalmente despiadado, que solo se preocupa por sus propias metas y deseos, y está dispuesto a matar o torturar a cualquiera tanto como le moleste, incluso si tiene toda la responsabilidad por el inicio del conflicto. También parece ser muy racista hacia las "escorias terráneas". 
Él tiende a ser frío y condescendiente, incluso hacia aquellos que lo tratan con amabilidad y lealtad, pero se desconoce si es o no es tiránico. Sujetos adultos han demostrado que permanecieron en un almacén llenos de huevos surikomi, que esclavizan a la primera persona que ven, pero esto no se desarrolla. También tiene una posible condición como un gobernante recurrentemente renaciente de su tribu, aunque Koruma y Masara refirieron que solo la familia real (en plural) se atrevía a tocar el Kinjakan, por lo que probablemente ha tenido por lo menos algunos predecesores a su posición. Sin embargo, Saffron parece tomar sus deberes como gobernante más bien en serio, ya que inicialmente quería utilizar su nueva forma para dar luz y energía a su pueblo. 
A pesar de su apariencia joven, Saffron tiene una mente tortuosa y sádica. Fue capaz de engañar a Ranma y los demás a ir a una puerta de entrada al Monte del Fénix antes de que desencadenara una trampa enviándolos a caída de varios cientos de metros, y se acercó con la intención de secuestrar a Akane, y sellar un manantial de Jusenkyo con su imagen, por lo que Kiima podría seducir a Ranma y recuperar el Kinjakan. 
Estaba entusiasmado con la idea de comerse a Ranma vivo como sustento de su propia transformación. Durante la batalla, Saffron no estaba dispuesto a dejar que salvara la vida de la deshidratada por arte de magia Akane, pero cuando malinterpretó la intención de Ranma, declaró que "incluso él" estaba disgustado por la idea de utilizar a alguien dispuesto a sacrificar su vida por uno mismo como un escudo. Sin embargo, no tenía ningún problema de disparar a través de Akane para golpear a Ranma. Al final, la obsesión y la ira de Saffron contribuyeron a su derrota y muerte temporal.

## Poderes y habilidades
Aparte de su inmenso poder de fuego, Saffron también posee habilidad decente con el Kinjakan. Mientras vuela, tiene una maniobrabilidad excelente. Es uno de los personajes con mayor cantidad de energía de la serie, pero tiene una gran falta de destreza en la lucha frente a los artistas marciales más experimentados de su mundo. Como se mencionó anteriormente, se puede curar rápidamente miembros perdidos, y renacer como un bebé después de muertes violentas, pero puede ser golpeado hasta quedar inconsciente por impactos contundentes, y sus defensas físicas son muy bajas debido a haber sido mimado desde su nacimiento. Los límites de su capacidad de renacimiento de las muertes repetidas son desconocidos.
- Datos: Q6744941